# Interessant (Jinho 9)
Interessant is een lied van de Belgische zanger Jinho 9 in samenwerking met de Belgisch-Nederlandse zanger Katnuf, de Nederlandse rapper Bizzey en de Belgische rapper Jeriel Thunder. Het werd in 2022 als single uitgebracht.

## Achtergrond
Interessant is geschreven door Anas Kasmi, Jeriel Tshikangu Mukaba, Kevin Shomba, Leo Roelandschap, Nieloefaar Bahadori en Tr3vinho en geproduceerd door Tr3vinho. Het is een nummer dat past in de genres nederhop, frithop en pop rap. In het lied rappen en zingen de artiesten over Vanessa, een dame die aandacht zoekt en zich leuker voordoet dan ze daadwerkelijk is. Het lied is grotendeels in het Nederlands gezongen of gerapt, maar een klein deel in gezongen in het Frans. Het nummer ging al voordat het als single werd uitgebracht viraal op mediaplatform TikTok. Toen het vervolgens als single werd uitgebracht, werd het door radiozender NPO FunX uitgeroepen tot DiXte track van de week. De single heeft in Nederland de gouden status.

## Hitnoteringen
De artiesten hadden bescheiden succes met het lied in Nederland. Het piekte op de 65e plaats van de Single Top 100 in de veertien weken dat het in deze hitlijst te vinden was. De Top 40 en haar Tipparade werden niet bereikt.